# Isoglossa eliasbandae
Isoglossa eliasbandae är en akantusväxtart som beskrevs av R.K. Brummitt. Isoglossa eliasbandae ingår i släktet Isoglossa och familjen akantusväxter. Inga underarter finns listade i Catalogue of Life.